# 宮城広瀬球場

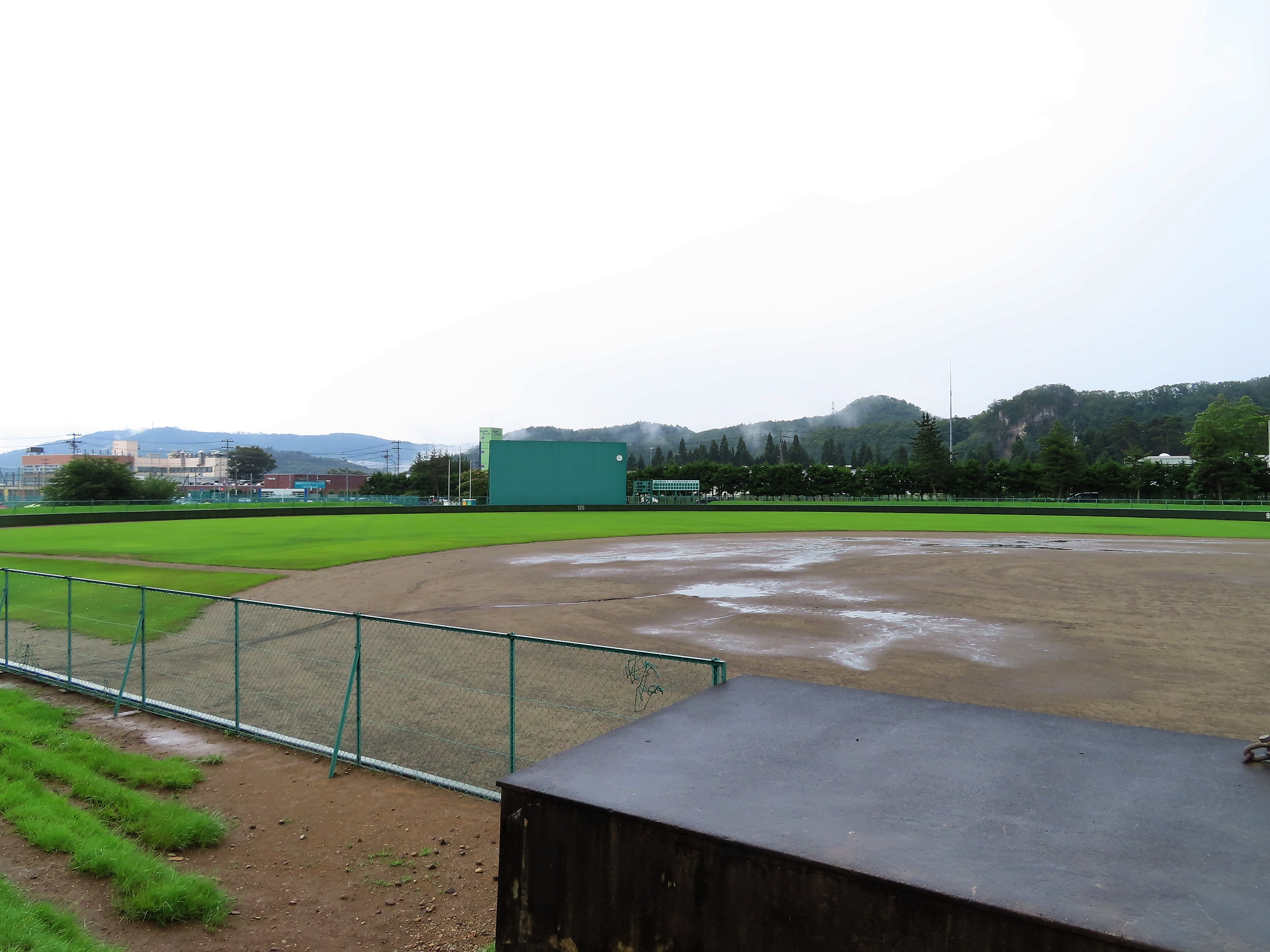
三塁側から外野側を臨む。

宮城広瀬球場（みやぎひろせきゅうじょう）は、宮城県仙台市青葉区仙台市宮城広瀬総合運動場内にある野球場。通称、広瀬球場。施設は仙台市が所有している。おもに県内の高校野球、草野球などに使われる。

## 施設概要
- グラウンド面積：12,482m2
- 両翼：92m、中堅：120m
- 内野：クレー舗装、外野：天然芝
- スコアボード：ボールカウント、公式記録ランプ、13回+合計点まで表示可能。
- 照明設備：無し
- 収容人員：497人（バックネットのみ座席、内外野は芝生）

## 交通
- JR仙山線愛子駅より徒歩33分
- 仙台市営バス仙台環境開発スポーツパーク宮城広瀬前下車徒歩3分